# دونالد شافر
دونالد شافر هو عسكري وشخصية أعمال كندي، ولد في 12 أغسطس 1920.